# Cándido Rada
Cándido Rada Senosiain (Punta Arenas, Chile; 23 de mayo de 1905-Quito, Ecuador; 7 de agosto de 1995), fue eclesiástico chileno, nacionalizado ecuatoriano. Fue el primer obispo de Guaranda, desde 1960 hasta su renuncia en 1980.

## Biografía
Nació el 23 de mayo de 1905, en la ciudad chilena de Punta Arenas. Fue bautizado con el nombre de Cándido Luis Policarpo Rada Senosiain. Hijo penúltimo de los catorce hijos, del organista navarro Narciso Rada y Palacios († 1943), y de la vasca Olegaria Senosiain († 1943). Su abuelo paterno fue militar.
A los cinco años, ingresó a una escuela de Valparaíso, en donde aprendió a leer y escribir.
En 1919, a los catorce años, ingresó en el Seminario Salesiano de Macul, en Santiago, a estudiar Humanidades y Filosofía, donde se graduó en 1923. Estudió Leyes en la Universidad Católica de Chile (1923-1924), pero descubrió su vocación religiosa y abandonó sus estudios universitarios para seguirla.
Estudio tres años de Filosofía en el Instituto Camilo Ortúzar Mont. En 1927, viajó a Turín a estudiar Teología en el Instituto Internacional Don Bosco, donde obtuvo el doctorado y la laurea cum laude.

### Vida religiosa
En 1924, ingresó en la Congregación de los Salesianos.
Su ordenación sacerdotal fue el 5 de julio de 1931, en Turín, a manos del cardenal Giuseppe Gamba. Volvió a Chile, donde trabajó en la educación de los jóvenes y en la formación de aspirantes salesianos.
El 12 de agosto de 1941, fue nombrado administrador apostólico de Iquique, ejerciendo el cargo hasta febrero de 1942.
En 1945, fue nombrado director del Colegio Salesiano de Valparaíso. También, fue profesor de la Pontificia Universidad Católica de Chile, allí se relacionó con varios jóvenes, entre ellos Eduardo Frei Montalva, futuro presidente de Chile.

### Episcopado

#### Chile
El 9 de junio de 1945, el papa Pío XII lo nombró obispo de San Carlos de Ancud. Fue consagrado el 12 de agosto del mismo año, en la Iglesia de la Gratitud Nacional de Santiago, a manos del arzobispo Maurilio Silvani.
Participó en el I Concilio Plenario chileno, en 1946.
El 13 de diciembre de 1947, fue nombrado obispo de Punta Arenas; sede recién erigida en enero de ese año. No se posesionó de esa nueva diócesis y continuó, como obispo de Ancud.
Tuvo que enfrentar un proceso en la Santa Sede, debido a falsas acusaciones en la que se acusaba de mala administración. Pidió pruebas, insistió y la Santa Sede no le respondió ni justificó su postura; y por ello, decidió renunciar al obispado de Ancud. El 22 de diciembre de 1949, el papa Pío XII aceptó su renuncia, y lo nombró obispo titular de Pinara.

#### Ecuador
En 1947, participó en el Congreso eucarístico celebrado en Quito. Un año después, viajó a Roma y permanece en Europa como delegado del Rector mayor de los Salesianos.
El 19 de junio de 1951, llega a Ecuador por tercera ocasión, estableciéndose en la parroquia de El Girón (Quito), en la casa de formación salesiana. En 1953 participa en la fundación de los colegios Cardenal Spellman de varones y mujeres, construye el Instituto Superior Salesiano y promueve la construcción del santuario de María Auxiliadora en el Girón.
El 15 de mayo de 1958, fue nombrado administrador apostólico de Guaranda. El 29 de junio del mismo año, tomó posesión de su oficio. El 22 de julio siguiente, Rada visita la parroquia Magdalena (Chapacoto) y baja a la quebrada a conocer a la Virgen del Guayco. El 8 de septiembre del mismo año, Rada empieza a preocuparse por el estado del Santuario, lo declaró Santuario Diocesano y a la Virgen del Guayco como patrona de la diócesis.
Trabajó en la redistribución de tierras de la diócesis, promoción humana y en el desarrollo de la provincia. Fundó el Seminario Menor y envió a muchos sacerdotes a estudiar en Estados Unidos y en varios países europeos. Inauguró el edificio del Colegio San José del Verbo Divino, en 1959.
El 31 de marzo de 1960, el papa Juan XXIII lo nombró obispo de Guaranda.
Fue parte de la comitiva eclesiástica ecuatoriana que participó en el Concilio Vaticano II (1962-1965), en sus 4 sesiones. El 19 de marzo de 1963, fundó radio Surcos para anunciar el Evangelio y promover el desarrollo integral.
A la diócesis trajo voluntarios italianos de la Operación Mato Grosso en 1970. En junio de ese año, funda el Fondo Ecuatoriano Populorum Progressio (FEPP), nombre tomado de la encíclica Populorum progressio, para encargarse de apoyar con financiamiento y otros recursos a proyectos de desarrollo integral en beneficio de grupos marginados del país.
En la Conferencia Episcopal Ecuatoriana, se desempeñó en la presidencia de Caritas Ecuador. Participó en la II (1968: Medellín, Colombia) y III (1979: Puebla, México) Conferencia General del Episcopado Latinoamericano.

## Retiro
El 24 de mayo de 1980, el papa Juan Pablo II aceptó su renuncia como obispo de Guaranda, siendo sucedido por su obispo coadjutor. Con su retiro, se dedicó a construir el Santuario de María Natividad del Huayco. También fue rector del Santuario del Guayco, desde 1980. En 1983, el presidente Osvaldo Hurtado Larrea le otorgó la nacionalidad ecuatoriana, en reconocimiento a su gran tarea pastoral y social.
En 1992,  sufrió un infarto cerebral, que pese a la recibida atención médica oportuna, le deja graves secuelas: paralización de su lado derecho, perdida del habla, y no poder deglutir.

### Fallecimiento
Después de tres años de agonía, falleció el 7 de agosto de 1995, en medio de una pobreza evangélica, debido a que donó todo a los campesinos, al Santuario del Guayco, al FEPP y otras iniciativas de bien común.
Amó al Ecuador hasta el último de los días. Sus restos, junto al de sus padres, descansan en el santuario mariano, al que dedicó más de dos décadas de trabajo; como fuera su deseo máximo, junto con su gente.

## Distinciones
| Universidad / Institución          | Fecha               | Reconocimiento otorgado     | Ref.  |
| ---------------------------------- | ------------------- | --------------------------- | ----- |
| Casa de la Cultura, Núcleo Bolívar | 1991                | Miembro                     | [ 1 ] |
| Municipio de Guaranda              | 7 de agosto de 2020 | Rendir homenaje Post mortem | [ 7 ] |